# Anevrina macateei
Anevrina macateei är en tvåvingeart som först beskrevs av Malloch 1913.  Anevrina macateei ingår i släktet Anevrina och familjen puckelflugor. Inga underarter finns listade i Catalogue of Life.